# Land Motorsport
Le Land Motorsport est une équipe allemande de sport automobile fondée en 1995 par Wolfgang Land.

## Historique
L'équipe a remporté les 24 Heures du Nürburgring en 2017.

## Palmarès

### Résultats aux24 Heures de Daytona
| Année | Classe | no | Pilotes                                                                     | Voiture     | Pneus | Tours | Pos. |
| ----- | ------ | -- | --------------------------------------------------------------------------- | ----------- | ----- | ----- | ---- |
| 2018  | GTD    | 29 | Sheldon van der Linde Kelvin van der Linde Christopher Mies Jeffrey Schmidt | Audi R8 LMS | C     | 749   | 27e  |
| 2017  | GTD    | 29 | Connor De Phillippi Christopher Mies Jules Gounon Jeffery Schmidt           | Audi R8 LMS | C     | 634   | 19e  |

### Résultats aux12 Heures de Sebring
| Année | Classe | no | Pilotes                                                   | Voiture     | Pneus | Tours | Pos. |
| ----- | ------ | -- | --------------------------------------------------------- | ----------- | ----- | ----- | ---- |
| 2018  | GTD    | 29 | Sheldon van der Linde Christopher Mies Alessio Picariello | Audi R8 LMS | C     | 321   | 20e  |
| 2017  | GTD    | 29 | Connor De Phillippi Christopher Mies Jules Gounon         | Audi R8 LMS | C     | 324   | 19e  |

### Résultats aux24 Heures de Spa
| Année | Classe | no  | Pilotes                                                            | Voiture                 | Pneus | Tours | Pos. |
| ----- | ------ | --- | ------------------------------------------------------------------ | ----------------------- | ----- | ----- | ---- |
| 2003  | G3     | 117 | Christian Land Peter Scharmarch Loïc Deman Sylvie Delcour          | Porsche 911 GT3 Cup     | P     | 454   | 12e  |
| 2002  | SMM    | 94  | Peter Scharmarch Wolfgang Destree Kersten Jodexnis Wolfgang Haugg  | Porsche 911 GT3 Cup     | D     | 57    | Abd. |
| 2001  | Cat.3  | 94  | Peter Scharmarch Wolfgang Haugg Pierre-Yves Corthals David Sterckx | Porsche 911 Carrera RSR | D     | 477   | 14e  |

## Pilotes
- Dirk Adorf
- Roland Asch
- Marc Basseng
- Tim Bergmeister
- Marc Hennerici
- Christian Land
- Jochen Land
- Kelvin van der Linde
- Bernd Mayländer
- Christopher Mies
- Connor De Phillippi
- Erik Schwarz
- Frank Stippler
- Markus Winkelhock
- Heinz-Bert Wolters